# Hierarchiczny system plików
Hierarchiczny system plików (ang. hierarchical file system) – system plików, w którym istnieje jeden katalog główny (np. / w systemach podobnych do Uniksa), do którego mogą przynależeć pliki i katalogi, zwane podkatalogami. Podkatalogi mogą zawierać własne podkatalogi i pliki, tworząc hierarchię pozwalającą użytkownikom uporządkować dane przechowywane w systemie.
Większość systemów plików używanych współcześnie jest hierarchicznych. Przykładowo, NTFS, system plików systemu operacyjnego Microsoft Windows jest hierarchiczny. Linux także wymaga hierarchicznego systemu plików.